# Phrynops tuberosus
Phrynops tuberosus är en sköldpaddsart som beskrevs av  Peters 1870. Phrynops tuberosus ingår i släktet Phrynops och familjen ormhalssköldpaddor. Inga underarter finns listade i Catalogue of Life.
Arten registrerades i olika regioner i Sydamerika från Colombia och Venezuela till norra Argentina och sydöstra Brasilien. Förekomsten i centrala Brasilien är oviss.